# Карагандинский зоопарк
Карагандинский зоопарк (каз. Қарағанды хайуанаттар бағы) — один из старейших зоопарков Казахстана. Основан в 1938 году. Занимает территорию 43,5 га, из них освоено только 8 га.
Среди наиболее известных обитателей Карагандинского зоопарка был индийский слон по кличке Батыр, способный к звуковой мимикрии.

## История

### Советский период
По данным на начало 1987 года, в зоопарке было более 700 экземпляров животных 159 видов (69 видов млекопитающих, 25 видов птиц, 14 видов пресмыкающихся, 3 вида амфибий, 25 видов рыб). 15 содержащихся в зоопарке видов были занесены в международную Красную книгу, 14 видов — в Красную книгу СССР, 8 видов — в Красную книгу Казахской ССР. В конце 1980-х годов в зоопарке размножались 26 видов, в том числе пантера и ягуар.
К концу 1980-х годов Карагандинский зоопарк наладил сотрудничество с Карагандинским государственным университетом, Карагандинским медицинским институтом, Карагандинским областным историко-краеведческим музеем, Карагандинским обществом охраны природы, школами города и другими организациями. Ежегодно зоопарк посещали около 800 тысяч человек.

### Наши дни
В 2012 году Карагандинскому зоопарку был присвоен статус особо охраняемой природной зоны местного значения. В 2013 году в зоопарке содержалось более 2700 экземпляров животных, а к 2015 году их количество сократилось до 1600. В 2013 году было 328 экземпляров млекопитающих, а к 2015 году осталось только 287; 4 вида исчезли из зоопарка. Из 1249 видов птиц в 2014 году к 2015 году осталось лишь 246; исчезли 2 вида. Количество пресмыкающихся и рыб также сократилось.
В тот же период отмечалась снижение посещаемости зоопарке: 175 тысяч человек в 2013 году, 113 тысяч в 2014 году и 85 900 человек в 2015 году. Однако число выставок за это время увеличилось с 25 до 60.
В 2015 году из бюджета города на содержание зоопарка было выделено 102,5 млн тенге. В том же году основное здание зоопарка 1968 года постройки было признано аварийным, и в 2016 году оно пошло под снос. Планируется строительство нового здания.
В 2018 году на строительство нового здания власти города выделили 1,2 млрд тенге. В 2019 году у зоопарка сменился директор, предыдущего назначили в управление парками. В январе 2020 года при содействии акимата города был создан попечительский совет зоопарка. Общественники заметили серьёзные проблемы при строительстве нового здания: у него не было окон, а рабочий план не соответствовал эскизу. В августе 2020 года  строительство нового здания остановили.